# Európai Baloldal Pártja
Az Európai Baloldal Pártja (EBP, angol rövidítéssel PEL), vagy Európai Baloldal egyike az Európai Unió pártjainak, ami összefogja az uniós és azon kívüli európai demokratikus szocialista és kommunista pártokat. Az EBP-t 2004 május 8-9-én alapították Rómában. Az tagpártok megválasztott képviselői a Egységes Európai Baloldal/Északi Zöld Baloldal (GUE/NGL) frakcióban foglalnak helyet az Európai Parlamentben.
Számos tag és megfigyelő párt részt vesz a radikálisabb Európai Antikapitalista Baloldalban. Ezt még az EBP előtt alapították és a tagság nagy része részt szokott venni az Új Európai Baloldali Fórum (NELF) találkozóin.
A jelenlegi elnök a német politikus és közgazdász Heinz Bierbaum. A négy alelnök: Maite Mola, Margarita Mileva, Paolo Ferrero és az EBP korábbi elnöke Pierre Laurent. A svájci Brigitte Berthouzoz az EBP kincstárnoki tisztségét tölti be.
2016 decemberében a Európai Baloldal Pártjának 27 tagpártja, 8 megfigyelője és 3 partnere volt 25 európai országból.
Magyarországról a Magyarországi Munkáspárt 2006 – Európai Baloldal tagi, illetve a Táncsics – Radikális Balpárt partneri viszonyt tart fent.

## Tágság

### Tagpártok
| Ország             | Név (eredeti nyelven)                                  | Név (magyarul)                                   |
| ------------------ | ------------------------------------------------------ | ------------------------------------------------ |
| Ausztria           | Kommunistische Partei Österreichs                      | Osztrák Kommunista Párt                          |
| Belarusszia        | Беларуская партыя аб'яднаных левых «Справядлівы сьвет» | Belarusz Baloldali Párt "Egy Igazságos Világ"    |
| Bulgária           | Българската левица                                     | Bolgár Baloldal                                  |
| Csehország         | Strana demokratického socialismu                       | Demokratikus Szocializmus Pártja (Csehország)    |
| Dánia              | Enhedslisten – De Rød-Grønne                           | Vörös-Zöld Szövetség                             |
| Egyesült Királyság | Left Unity                                             | Egységes Baloldal                                |
| Észtország         | Eestimaa Ühendatud Vasakpartei                         | Észt Egyesült Balpárt                            |
| Finnország         | Suomen Kommunistinen Puolue                            | Finnország Kommunista Pártja                     |
| Finnország         | Vasemmistoliitto                                       | Baloldali Unió                                   |
| Franciaország      | Parti communiste français                              | Francia Kommunista Párt                          |
| Görögország        | Συνασπισμός Ριζοσπαστικής Αριστεράς                    | Radikális Baloldal Koalíciója                    |
| Luxemburg          | Déi Lénk                                               | A Baloldal                                       |
| Magyarország       | Európai Baloldal                                       | Magyarországi Munkáspárt 2006 – Európai Baloldal |
| Moldova            | Partidul Comuniștilor din Republica Moldova            | Moldovai Köztársaság Kommunistáinak Pártja       |
| Németország        | Die Linke                                              | Baloldali Párt (Németország)                     |
| Olaszország        | Partito della Rifondazione Comunista                   | Kommunista Újraalapítás Pártja                   |
| Portugália         | Bloco de Esquerda                                      | Baloldali Blokk                                  |
| Románia            | Partidul Socialist Român                               | Román Szocialista Párt                           |
| Spanyolország      | Izquierda Unida                                        | Egyesült Baloldal (Spanyolország)                |
| Spanyolország      | Partido Comunista de España                            | Spanyol Kommunista Párt                          |
| Spanyolország      | Esquerra Unida i Alternativa                           | Egységes és Alternatív Baloldal                  |
| Svájc              | Partei der Arbeit der Schweiz                          | Svájci Munkapárt                                 |
| Törökország        | Sol Parti                                              | Baloldali Párt                                   |

### Megfigyelő pártok
| Ország       | Név (eredeti nyelven)             | Név (magyarul)                              |
| ------------ | --------------------------------- | ------------------------------------------- |
| Ciprus       | Ανορθωτικό Κόμμα Εργαζόμενου Λαού | Progresszív Munkáspárt                      |
| Csehország   | Komunistická strana Čech a Moravy | Csehország és Morvaország Kommunista Pártja |
| Észak-Ciprus | Yeni Kıbrıs Partisi               | Új Ciprus Párt                              |
| Észak-Ciprus | Birleşik Kıbrıs Partisi           | Egyesült Ciprus Párt                        |
| Olaszország  | Sinistra Italiana                 | Olasz Baloldal                              |
| Szlovákia    | Komunistická strana Slovenska     | Szlovákia Kommunista Pártja                 |

### Partner pártok
| Ország             | Név (eredeti nyelven)    | Név (magyarul)               |
| ------------------ | ------------------------ | ---------------------------- |
| Ausztria           | Der Wandel               | Változás                     |
| Franciaország      | Ensemble                 | Együtt (Franciaország)       |
| Franciaország      | République et socialisme | Köztársaság és Szocializmus  |
| Németország        | Marxistische Linke       | Marxista Baloldal            |
| Magyarország       | Táncsics                 | Táncsics – Radikális Balpárt |
| Egyesült Királyság | Democratic Left Scotland | Demokratikus Baloldal Skócia |

A tag és megfigyelő pártok mellett, magánszemélyek is lehetnek tagjai a pártnak.

### Korábbi tagok
| Ország        | Név (eredeti nyelven)                        | Név (magyarul)                      |                                                                            |
| ------------- | -------------------------------------------- | ----------------------------------- | -------------------------------------------------------------------------- |
| Belgium       | Kommunistische Partij                        | Kommunista Párt (Flandria)          | Megszűnt pártként működni 2009-ben, 2013 óta nincs tagként nyilvántartva   |
| Belgium       | Parti Communiste de Belgique                 | Belgium Kommunista Pártja           | A kilépésről a párt 2018. július 30-i kongresszusán hoztak határozatot     |
| Franciaország | Gauche unitaire                              | Egységes Baloldal (Franciaország)   | Egyesült a Francia Kommunista Párttal 2015 őszén                           |
| Franciaország | Parti de Gauche                              | Baloldali Párt (Franciaország)      | 2018 július 1-jén kilépett az EBP-ből                                      |
| Görögország   | Ανανεωτική Κομμουνιστική Οικολογική Αριστερά | Megújuló Kommunista Zöld Baloldal   | Egyesült a Szirizával 2003-ban                                             |
| Magyarország  | Magyar Kommunista Munkáspárt                 | Magyar Munkáspárt                   | 2009 május elsején lépett ki                                               |
| Németország   | Deutsche Kommunistische Partei               | Német Kommunista Párt               | 2016 február 27-én megszüntette a megfigyelői státuszát                    |
| Olaszország   | Partito dei Comunisti Italiani               | Olasz Kommunisták Pártja            | Átnevezték Olaszország Kommunista Pártjára 2014 decemberében               |
| Olaszország   | L'Altra Europa                               | Másik Európa                        | Feloszlott 2019-ben, ami azt jelenti, hogy megszűnt a megfigyelői státusza |
| Lengyelország | Młodzi Socjaliści                            | Fiatal Szocialisták (Lengyelország) | Feloszlott 2015-ben, ami azt jelenti, hogy megszűnt a megfigyelői státusza |

## Kongresszusok
A párt első kongresszusára 2005 október 8-án került sor Athénban, ami során megszületett az Európai Baloldal Athéni Nyilatkozata. A második kongresszus 2007 november 23-a és 25-e között zajlott Prágában. A harmadik kongresszusra 2010 december 2-a és 5-e között Párizsban került sor. A negyedik kongresszus 2013 december 13 és 25 között Madridban zajlott. Az ötödik kongresszusra 2016 december 16 és 18 között Berlinben került sor, ahol a német politikust és ügyvédet, Gregor Gysit választották az EBP új elnökének.

## Vezetőség
Elnökök: Fausto Bertinotti (2004–2007), Lothar Bisky (2007–2010), Pierre Laurent (2010–2016), Gregor Gysi (2016–2019), Heinz Bierbaum (2019–2022), Walter Baier (2022–)
Frakcióvezetők az Európai Parlamentben: Francis Wurtz (2004–2009), Lothar Bisky (2009–2012), Gabriele Zimmer (2012–2019), Martin Schirdewan (2019–)

## Fordítás
Ez a szócikk részben vagy egészben  a   Party of the European Left című angol Wikipédia-szócikk fordításán alapul.  Az eredeti cikk szerkesztőit annak laptörténete sorolja fel. Ez a jelzés csupán a megfogalmazás eredetét és a szerzői jogokat jelzi, nem szolgál a cikkben szereplő információk forrásmegjelöléseként.